# György Kárpáti
György Kárpáti (Budapest, 23 giugno 1935 – Budapest, 17 giugno 2020) è stato un pallanuotista ungherese, vincitore di tre medaglie d'oro alle Olimpiadi di Tokyo 1964, Melbourne 1956 e Helsinki 1952 ed una di bronzo a Roma 1960. Vanta anche tre medaglie d'oro europee e una alle Universiadi. Nel 1982 è stato inserito nella International Swimming Hall Of Fame.